# 小林沙貴
小林 沙貴（こばやし さき、1991年11月23日 - ）は、日本海テレビのアナウンサー、記者、防災士。

## 来歴
大阪府茨木市出身。四天王寺中学校・高等学校、神戸大学発達科学部人間形成学科卒業。
大学在学時、生田教室でアナウンスの勉強をしていた。
2015年から3年間NHK鳥取放送局の契約キャスターを務めた後、2018年4月に日本海テレビに入社。
2020年に防災士の資格を取得した。
2022年に結婚した。

## 人物
二次元ジャンルを愛する嗜好の持ち主である。休みの日には漫画やアニメを鑑賞したり、コンピュータゲームをプレイしたりしている。
同じく日本海テレビでアナウンサーをしていた大垣舞（元NHK岡山放送局）とは、共通の趣味嗜好を持つ友人同士である。大垣は2016年に日本海テレビに入社したが、その年から小林と趣味を通じて知り合っていた。
また、同じく日本海テレビでアナウンサーをしている中山紗希（元NHK鳥取放送局契約キャスター）とは、共通の経歴（NHK鳥取放送局契約キャスター→日本海テレビアナウンサー、防災士）を持つ。中山は2018年から4年間NHK鳥取放送局の契約キャスターを務めた後、2022年4月に日本海テレビに入社した。
入社後はアナウンサーをしながら報道記者も兼務している。担当は防災。

## 現在の担当番組

### 日本海テレビ
- One

木曜・金曜ニュースキャスター（2024年7月4日 - ）、木曜「Oneタメ」（2024年7月18日 - ）
- イチスペ!

防災最前線（地震編）～いま私たちにできること～（2023年3月5日）
防災最前線（家庭の備え編）～いま私たちにできること～（2023年7月2日）
- 『笑いで彩れ！鳥取しゃんしゃん祭生特番 笑祭2023 ～しんいち&ホテイソン～』（2023年8月14日）[18][19][20][21][22][23]

MC
- 定時ニュース（下記番組のローカル枠。）
  - NNNストレイトニュース（ローカルニュース。土曜のみ直後の天気予報を兼務）[注 2]
  - news every.サタデー（ローカルニュース・天気予報）[注 3]
  - 真相報道 バンキシャ!（ローカルニュース）[注 4]
- オンガクお嬢Remix 〜お嬢フェス&おびわんっ!マルシェの歩き方〜（日本海テレビ・エフエム山陰（同時生放送）、2024年2月17日）

『オンガクお嬢Remix』の「オンガクお嬢FES.」「おびわんっ!マルシェ」特別版
「おびわんっ!ラーメン」ブース担当
- zero選挙

『zero選挙 鳥取・島根』 MC（2024年10月27日 - 10月28日）

## 過去の担当番組

### 日本海テレビ
- ニュースevery日本海（ - 2024年6月）

月曜 - 金曜サブキャスター（2021年3月29日 - 2022年7月1日）→月曜 - 水曜フィールドキャスター（2022年7月4日 - ）、木曜・金曜サブキャスター（2022年7月7日 - 2024年6月28日）、中山紗希の代理（2023年3月13日 - 15日、10月11日、2024年1月16日、17日、22日、23日、2月14日、3月18日、19日、27日）、中山紗希・町田朱理の代理（2023年6月26日）。
- 海と日本プロジェクト SEA TOTTORI - 推進リーダー（2019年5月11日 - 2021年1月23日）
- 定時ニュース（下記番組のローカル枠。）
  - おびわんっ!（ローカルニュース）

### NHK鳥取放送局
- いちおしNEWSとっとり